# Mark Deklin
Mark Deklin (nume complet Mark Scott Deklin-Schwotzer, n. 3 decembrie 1967 în Pittsburgh, Pennsylvania, Statele Unite) este un actor american de film, televiziune și de teatru și un regizor de lupte.

## Filmografie

### Filme
- A Little Cloud
- Lumea Fluviului
- Herbie: Fully Loaded
- Phantom Below
- Mini's First Time

### Televiziune
- Lonestar
- Desperate Housewives
- Big Love
- The Mentalist
- Nip/Tuck
- Two and a Half Men
- CSI
- Life On Mars
- Better Off Ted
- The Ex List
- Justice
- Romantically Challenged
- Las Vegas
- Sex and the City
- Frasier
- Charmed
- Ed
- Shark

## Teatru

### Broadway
- Cyrano de Bergerac
- Sweet Smell of Success
- The Lion King

### Altele
- Arms and the Man
- Home of the Brave
- Macbeth
- Othello
- As You Like It
- Troilus and Cressida
- An Ideal Husband
- Romeo and Juliet
- Hay Fever
- 1918
- Measure for Measure
- Othello
- The Taming of the Shrew